# Arpad
|  | Per a altres significats, vegeu «Arpad (desambiguació)». |

Arpad va ser una antiga ciutat de Síria que existia al tercer mil·lenni, i correspon probablement a la moderna Tell Erfad. Era propera a la moderna Alep, i depenia de l'estat o regne de Yamkhad.
A les excavacions s'hi han trobat muralles del segle xvi aC o XV aC. Cap a l'any 1340 aC va passar als hitites sota el rei Subiluliuma I que va regnar potser entre els anys 1344 aC i 1320 aC. Els hitites van conservar la regió fins aproximadament el 1185 aC, quan l'imperi hitita es va enfonsar sota l'envestida dels Pobles de la Mar. La ciutat hauria quedat sota domini de Karkemish. Els arameus se n'haurien apoderat al segle x aC o ix aC i van fundar el regne conegut com a Bit Agusi (Akhan o Yakhan) del nom de la dinastia local (Bit Agusi = Descendents d'Agusi) que incloïa Napiqu i altres ciutats (i més tard també Alep) i del que no se'n sap res fins que les fonts assíries en donen algunes referències al segle viii aC.
Pel que fa a l'organització política del regne arameu d'Arpad, aquesta tendia a ser expressada en termes de gentilici i parentiu (com en l'ús del termebit, "casa"). La figura principal rebia el títol de "Rei d'Arpad", però sempre era acompanyat per altres "reis d'Arpad", els caps de les grans famílies tribals.
Els continus atacs d'Assíria van portar a Matti-El d'Arpad a signar un tractat desavantatjós amb Ashurnirari V i a pagar-li tribut. Anys més tard el mateix rei arpadita es va aliar a Sardur II d'Urartu i a un nombre de reis dels estats neohitites de Síria contra el rei assiri Teglatfalassar III. La coalició va ser derrotada el 743 aC, i el 740 aC Teglatfalassar III va conquerir Arpad produint moltes destrosses a la ciutat i al territori.
La ciutat és esmentada en alguns passatges de la Bíblia:
- 2 Reis; 2 Re 18:34; 1 Re 19:3
- Isaïes; Is 10:9; Is 36:19; Is 37:13
- Jeremies; Jr 49:23